# ナイトハルト・ミュラー
ナイトハルト・ミュラー（Neithardt Muller）は、田中芳樹のSF小説（スペース・オペラ）『銀河英雄伝説』の登場人物。銀河帝国側の主要人物。 
作中での呼称は「ミュラー」。

## 概要
ローエングラム陣営の主要提督で、後の「獅子の泉の七元帥」の一人。ラインハルトとキルヒアイスを除けば主要提督中、最年少の提督（ラインハルトより6歳年長）であるが、その活躍から三長官職の提督（ミッターマイヤー、ロイエンタール、オーベルシュタイン）を除いた上級大将の筆頭という扱いを受ける。普段は温和で誠実な人柄ながら、戦場では勇猛果敢に奮戦し、特に守勢時の粘り強さと、バーミリオン会戦での活躍から「鉄壁ミュラー」の異名を取るようになる。
本編での初登場はリップシュタット戦役において名前のみ登場し（第2巻）、本格的な登場は第8次イゼルローン攻防戦から（第3巻）。原作外伝には登場しないが、OVA外伝の『奪還者』に登場しており、正史とすればこれが時系列上の初登場となる。本編での登場はやや遅いが、その後は大きく活躍して先述の通り、上級大将の筆頭という扱いを受け、物語の最後まで活躍する。

## 略歴
時系列上の初登場は、アニメ外伝「奪還者」。中佐時代のラインハルトが巡航艦艦長として同盟領で隠密作戦に従事していた時、フェザーン駐在武官（中尉）として間接的に登場し、作戦行動の情報や航路案提供・各種工作などでラインハルト達の困難極まる作戦を強力に援護する。ラインハルトが「期待以上だな」と感心する程の能力を示しており、この時にラインハルトの知己を得た事が描かれている。
原作小説やアニメ本編などでは登場時期が曖昧で、ラインハルトが元帥府を開いた時の提督の列には姿が無く、リップシュタット戦役でいつのまにか1個艦隊を率いていた。
アニメ本編では、リップシュタット戦役勃発序盤において門閥貴族連合の副盟主であるリッテンハイム侯爵を拘禁するため、指揮下の地上部隊を引き連れて帝都オーディンにある彼の屋敷に踏み込んだが、リッテンハイム侯はすでに逃亡した後であった。その後はケスラーらと共にメックリンガーの指揮下で門閥貴族連合軍との戦闘に従事した。
道原かつみによるコミック版においては、リップシュタット戦役開始時に中将に昇進して1個艦隊を率いる命令を受けるシーンがある。
ガイエスブルク要塞を使用した第8次イゼルローン要塞攻防戦では、副司令官として参戦。だが、ヤン・ウェンリーの反撃に遭い、ガイエスブルク要塞とケンプ司令官、そして味方の9割を失う惨敗を喫する。この時、自身も重傷（OVAでは肋骨が数本折れ、全治3カ月と診断された）を負いながらも不屈の気力でベッドから指揮を執り、敗残兵を率いて生還。処罰を覚悟でラインハルトに謁見したが（キルヒアイスの幻影に諭されたラインハルトから）「罪は無い」として許され、その安堵感と緊張感が解けたためかその場でついに気絶し病院に送られる。
（旧）帝国歴489年〜490年の年末年始フェザーンパーティーにおいて、長身ではあるが過去の負傷の影響によりこころもち左肩下がり姿勢であるとされている。
バーミリオン会戦では分散した諸提督の中で唯一戦場に駆け付ける事に成功し、ラインハルトの危機を救う。この時、乗艦を3度撃沈されながら不退転の意志で指揮を執り続けた事から、「鉄壁ミュラー」の異名で呼ばれるようになる。その戦いぶりは、ヤン・ウェンリーをして「良将」と言わしめ、その功でローエングラム王朝成立後は最年少ながら上級大将の筆頭とされた。
その後も多くの戦いで大本営の後衛を固め、またウルヴァシー事件では負傷しながらも皇帝ラインハルトを守った。この時ラインハルトは元帥の称号を与えようとしたが、最も功績が大きかったのはルッツだとしてミュラーは固辞している。
なお、作中で唯一存命中に「ジークフリード・キルヒアイス武勲章」を受章している。

## 能力
攻守にバランスがとれており、特に守勢に回った時の粘り強さは特筆すべきものがある。ただし登場当初はローエングラム陣営の大将以上の将帥中最年少であったため、他の提督と比較し閲歴の面で及ばないとされていた。第8次イゼルローン要塞攻防戦では別働隊を率いてイゼルローン要塞を裏側から攻撃したが、ウィリバルト・ヨアヒム・フォン・メルカッツの策に乗せられて包囲攻撃されるなど若干未熟な面を見せている。この戦いではその後、ヤンの不在を確信し、能力の高さをうかがわせるもケンプにヤンを捕える案を却下される。結局この戦いでは惨敗し、この時点での自分は、実力では到底ヤン・ウェンリーに敵わないと自覚しているが、この大敗によって多くのことを学び取る。バーミリオン星域会戦までは中将以下の提督たちに追い越し狙いの対象と目されていたが、同会戦での功績から、ミッターマイヤー、ロイエンタール、オーベルシュタイン（各元帥）に次ぐ上級大将首座に任じられる。ウルヴァシー事件直後にはラインハルトに元帥に任じられようとしたり(殉職したルッツをはばかって辞退)ロイエンタールの叛乱の頃には、ミッターマイヤーがラインハルトに対し、「ミュラーに宇宙艦隊司令長官を任せても問題無い」とさえ発言している。ロイエンタールが謀反の疑いをかけられ一時拘束された時は統帥本部総長代行を務め、ビッテンフェルトがオーベルシュタインに掴みかかって軟禁されたときに、オーベルシュタインは彼にその間の黒色槍騎兵艦隊の指揮管理を命じたこともあった。
また、ヤン・ウェンリーも彼を高く評価しており、良将と賞賛し、ミュラーを部下に持った事だけでもラインハルトは後世に名を残すだろうとまで述べている。

## 人柄
ラインハルトの主要提督の中で最年少でありながら、同僚からの信頼と尊敬は厚い。温和で誠実な言動と人柄で、毒舌をもってなすヤン艦隊の面々からも「信用できる人物」と評されるが、一方で、本編では感情が高ぶり思わず激発する場面が何度かある。
ヤンとラインハルトの会見に先立ち、ミュラーはヤンと知遇を得ている。元々敬意を抱きつつもカール・グスタフ・ケンプの死にヤンへの復讐戦を誓ったミュラーだが、その感情はヤンへの好印象で賞賛へと昇華された。ヤンの死後にイゼルローンへの弔問の使者にもなるなど、共和勢力とのパイプ役的役割を担う事にもなる。また、ミュラーはこの時、一回りも年下のユリアンに対し、「ヘル・ミンツ」と敬称を付けて呼んでいる（ヘル(Herr)はドイツ語でMr.の意）。ユリアンは「目下の者に優しい人となり」と評し、好感を持っている。

## 家族
同僚たちのゴシップの場面（オーベルシュタインの犬など）によく遭遇する一方で、本人のプライベートに関しては謎が多い。家族構成は明記されていないが、中尉の時に手痛い失恋をしたという噂がある事、ロイエンタールが独占するお陰で自分に「美しい女」がまわってこないとぼやいた事、ビッテンフェルト同様戦場を駆け回っているせいで婚期を逃しているとの記述の存在、他の提督との比較説明…などから、独身であると推定されている。尚、作者の弁によると兄弟は14人である。

## 声優
石黒昇監督による『銀河英雄伝説』では水島裕、多田俊介監督による『銀河英雄伝説 Die Neue These』では上村祐翔がそれぞれ演じた。